# Hypolytrum elegans
Hypolytrum elegans là loài thực vật có hoa trong họ Cói. Loài này được (E.G.Camus) Uittien mô tả khoa học đầu tiên năm 1936.